# ذاكرة ماضي الكرة الأرضية
ذاكرة ماضي الكرة الأرضية (بالصينية: 地球往事؛ بينيين: Dìqiú Wǎngshì؛ حرفيًا "ماضي الأرض") هي سلسلة روايات خيال علمي للكاتب الصيني ليو تسي شين. وتُعرف السلسلة أيضًا باسم الأجسام الثلاثة نسبةً إلى جزء من عنوان روايتها الأولى مسألة الأجسام الثلاثة (بالصينية: 三体؛ بينيين: Sān Tǐ؛ حرفيًا "الأجسام الثلاثة"). تتناول السلسلة اكتشاف البشرية لقوة غزو فضائية من كوكب تريسولاريس واستعدادها لمواجهتها.

## الكتب

### الثلاثية الأصلية
الكتب في ثلاثية "ذاكرة ماضي الأرض" هي:
- مسألة الأجسام الثلاثة
- الغابة المظلمة
- نهاية الموت